# Al Unser Jr.'s Turbo Racing
Al Unser Jr.'s Turbo Racing es un videojuego para la consola Nintendo Entertainment System, fue desarrollado por Data East en 1988 y lanzado en 1990. Este juego presenta un modo de temporada y dos modos contrarreloj. En el modo temporada el jugador usa a Al Unser Jr. o crea su propio conductor. Aunque se trata de un juego basado en Fórmula 1, Al Unser Jr. fue un conductor de CART.

## Circuitos
Turbo Racing presenta un programa de Fórmula 1 de 16 carreras, libremente parecido a la de 1988. Varias de las pistas no se describen con precisión, y algunos fueron sustituidos. La secuencia no siguió el calendario de la Fórmula 1. Los pistas fueron los siguientes:
| Ronda | Carrera             | Localización      |
| ----- | ------------------- | ----------------- |
| 1     | Brasil              | Nelson Piquet     |
| 2     | España              | Jerez             |
| 3     | Hungría             | Hungaroring       |
| 4     | Austria             | Österreichring    |
| 5     | Alemania Occidental | Hockenheim        |
| 3     | Mónaco              | Monaco            |
| 4     | México              | Rodríguez         |
| 5     | Canadá              | Gilles Villeneuve |
| 7     | Francia             | Paul Ricard       |
| 11    | Bélgica             | Spa-Francorchamps |
| 12    | Italia              | Monza             |
| 13    | Portugal            | Estoril           |
| 15    | Japón               | Suzuka            |
| 14    | Australia           | Adelaida          |
| 15    | RU                  | Silverstone       |
| 16    | Estados Unidos      | Long Beach        |